# Philip Leslie Hale

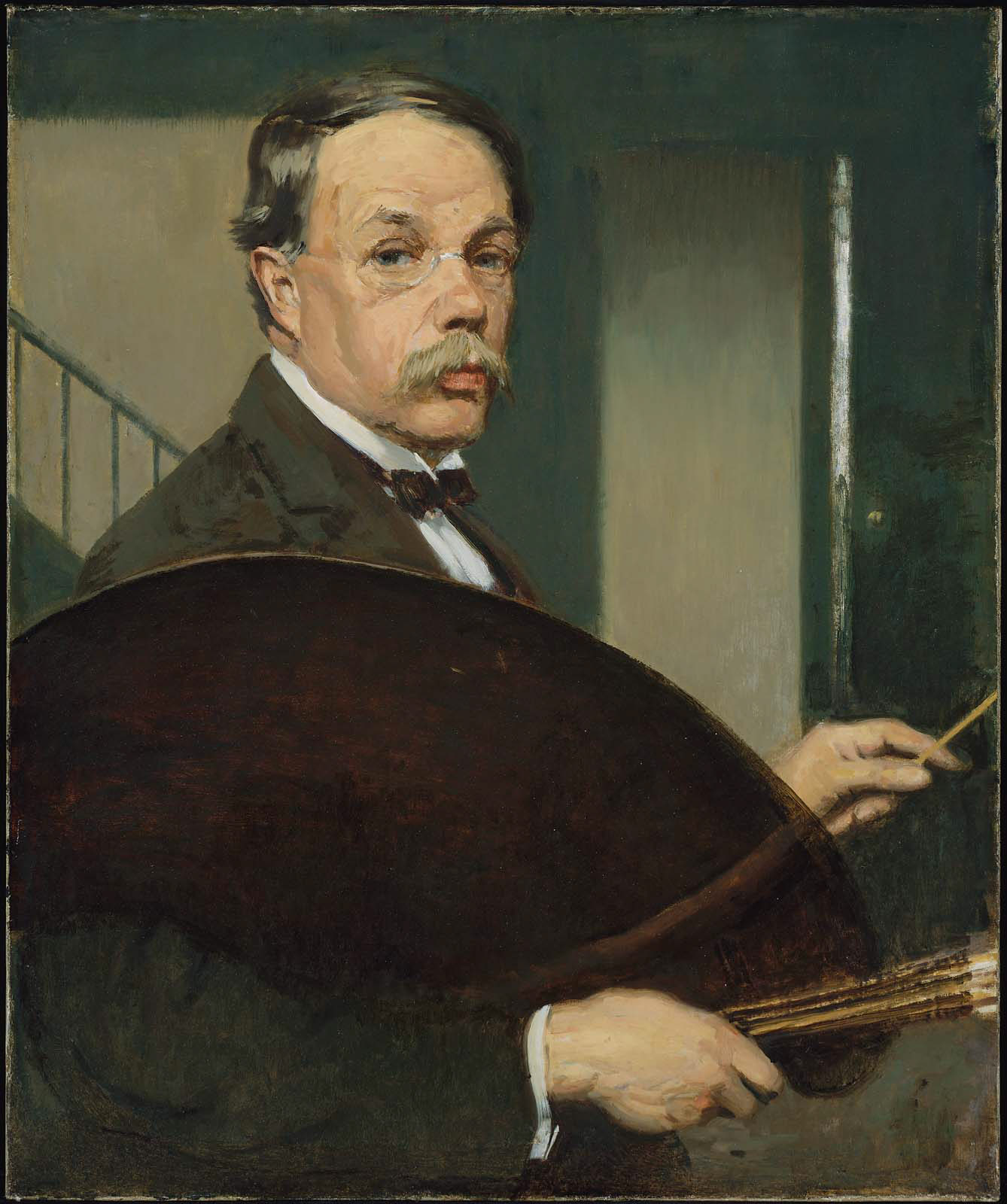
Philip Leslie Hale: Selbstporträt, 1915

Philip Leslie Hale (* 21. Mai 1865 in Boston, Massachusetts; † 2. Februar 1931 ebenda) war ein amerikanischer Maler, Kunstkritiker, Kunstbuchautor und Lehrer. Er gilt als bedeutender Vertreter des amerikanischen Impressionismus und war bekannt für seine Darstellungen weiblicher Figuren und Interieurs.

## Leben

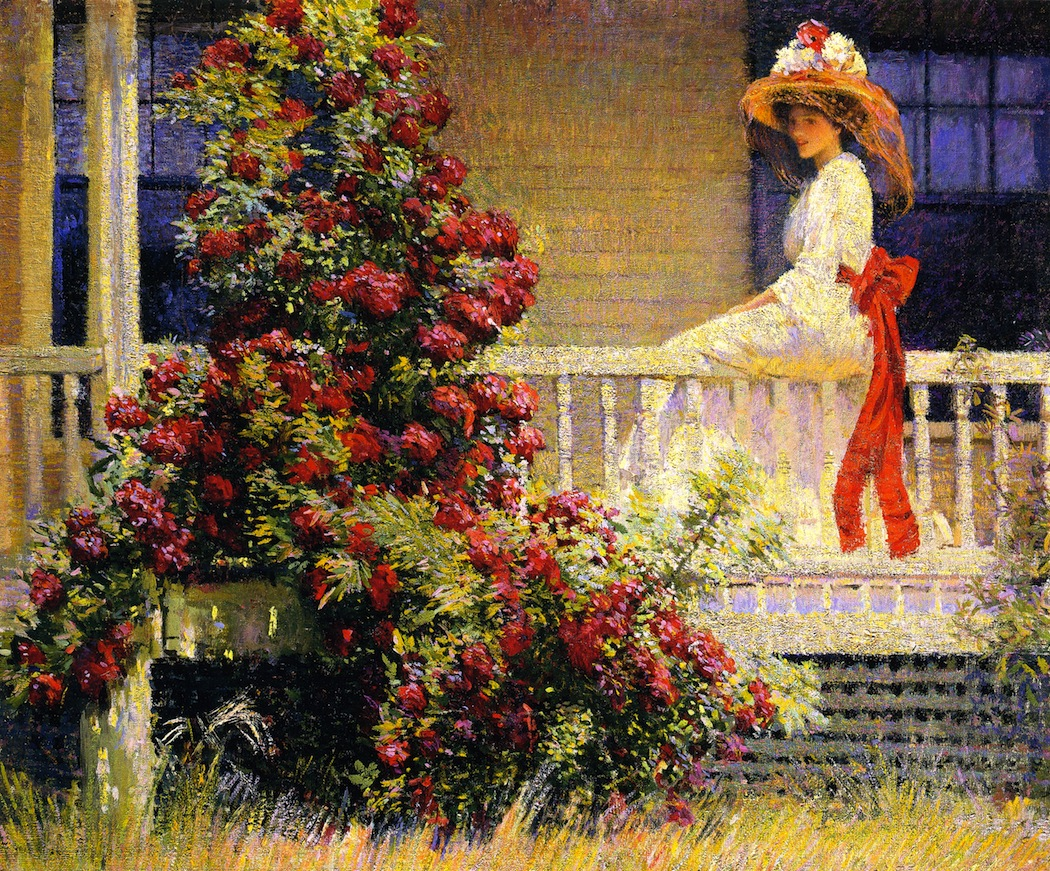
The crimson rambler (Die karmesinrote Kletterrose), 1908

Philip Leslie Hale  entstammte einer prominenten Familie; sein Vater war der unitarische Pfarrer Edward Everett Hale, seine Schwester Ellen Day Hale war ebenfalls eine anerkannte Künstlerin. Seine künstlerische Ausbildung begann er bei seiner Schwester und setzte sie an der School of the Museum of Fine Arts in Boston fort, wo er bei Edmund Tarbell studierte. Weitere Studien folgten an der Art Students League of New York bei J. Alden Weir und Kenyon Cox. Ab 1887 verbrachte Philip Hale fünf Jahre in Paris, wo er an der Académie Julian und der École des Beaux-Arts studierte. Während dieser Zeit besuchte er häufig Giverny und wurde von Claude Monet beeinflusst.
Nach seiner Rückkehr in die USA 1893 ließ sich Philip Hale in Boston nieder. Im Jahr 1902 heiratete er die Künstlerin Lilian Westcott Hale; das Paar hatte eine Tochter namens Nancy Hale. Philip Hale lehrte über dreißig Jahre lang an der School of the Museum of Fine Arts in Boston, zeitweise auch an der Pennsylvania Academy of the Fine Arts und an der Boston University. 
Neben seiner Lehrtätigkeit war Philip Hale ein produktiver Kunstkritiker und Autor. Er schrieb für lokale Zeitungen und Zeitschriften über die zeitgenössische Kunstszene und veröffentlichte 1913 eine Monografie über Jan Vermeer, die erste ihrer Art in den Vereinigten Staaten. Philip Leslie Hale starb 1931 in Boston an den Folgen einer Blinddarmentzündung.

## Werk

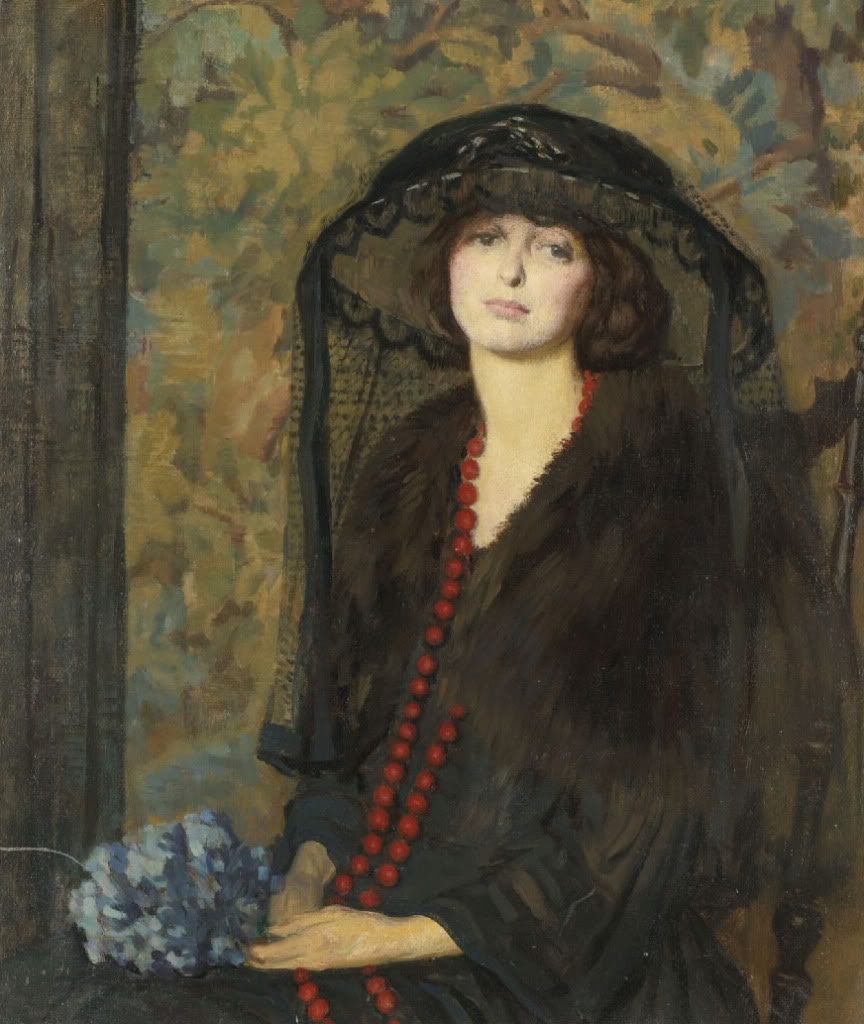
The red necklace (Die rote Halskette), um 1900

Philip Hales Werk durchlief mehrere Phasen, darunter Sportdarstellungen, Studien weiblicher Figuren, Porträts und allegorische Werke. Er war stark vom Impressionismus beeinflusst. In seinen Gemälden dominiert oft die Landschaft gegenüber der Figur. Sein Stil zeigt Einflüsse von Edgar Degas, vor allem in der Technik.